# ووت او۲یو کرسر
ووت او۲یو کرسر (به انگلیسی: Vought O2U Corsair) یک هواپیمای ساختِ کارخانهٔ ووت در کشور ایالات متحده آمریکا است. نخستین استفاده‌کنندهٔ این هواپیما نیروی دریایی ایالات متحده آمریکا بوده‌است.